# イクエーション・グループ
イクエーション・グループ (The Equation Group) は、ハッカー集団。世界でもっとも高度なハッカーグループとの報道が一部にある。

## 概要
2015年2月16日（現地時間）メキシコで開催した「Kaspersky Labs Security Analyst Summit」にてセキュリティー大手カスペルスキー社がこのチームの存在を明らかにした。同発表によれば、少なくとも2001年には活動を開始しており、1996年から活動している可能性もあるとしている。コンピューターウイルス「Stuxnet」と「Flame」の作者である可能性が高く、人数は60名以上とみられる。ほとんどミスをせず、極めて高度な技術を持つこの集団は、ウイルスnls_933w.dllを作成したとされる。このウイルスは、ハードディスクのフォーマットにも耐えられるほど強力である。その技術力の高さと隠匿能力から一部でアメリカ国家安全保障局(NSA)の可能性も臆測されるも正体は不明である。
2016年3月から中国政府と関連するとみられるハッカーグループ「Buckeye」がWannaCryなど世界的な大規模サイバー攻撃の引き金になった同年8月から2017年4月にかけてのハッカーグループ「シャドー・ブローカーズ」による売却の前からイクエーション・グループのハッキングツールを手に入れて使用していたとセキュリティー大手シマンテックが発表した。

## 注記
1. ↑  “世界で最も高度かつプロのサイバー攻撃集団The Equation Group--その正体は”. ZDNet.com. (2015年2月17日)
2. ↑  ““超精巧な”攻撃を仕掛けるサイバースパイ集団の存在、セキュリティ企業が指摘”. ITmedia. (2015年2月17日)
3. ↑  “NSAのハッキングツール、大量流出以前から中国関与の集団が利用ーーSymantecが発表”. ITmedia (2019年5月8日). 2019年7月31日閲覧。
4. ↑  “諜報機関のハッキングツールが敵のハッカーに分析され「再利用」されていたと判明”. GIGAZINE (2019年5月7日). 2019年7月31日閲覧。